# Dallmayr
Dallmayr ist ein um 1700 gegründetes, deutsches Delikatessenhaus und eine der bekanntesten deutschen Kaffeemarken. Dachgesellschaft des Familienunternehmens ist die Alois Dallmayr KG; deren hundertprozentige Tochtergesellschaft die Alois Dallmayr Kaffee oHG.  
Es gliedert sich in die Geschäftsbereiche „Delikatessen und Gastronomie“, zu dem auch das Stammhaus in München zählt, das jährlich rund 2,8 Millionen Besucher hat, „Party & Catering“, „Kaffee & Tee“ und „Vending & Office“ (Getränke- und Snackautomaten).

## Geschichte

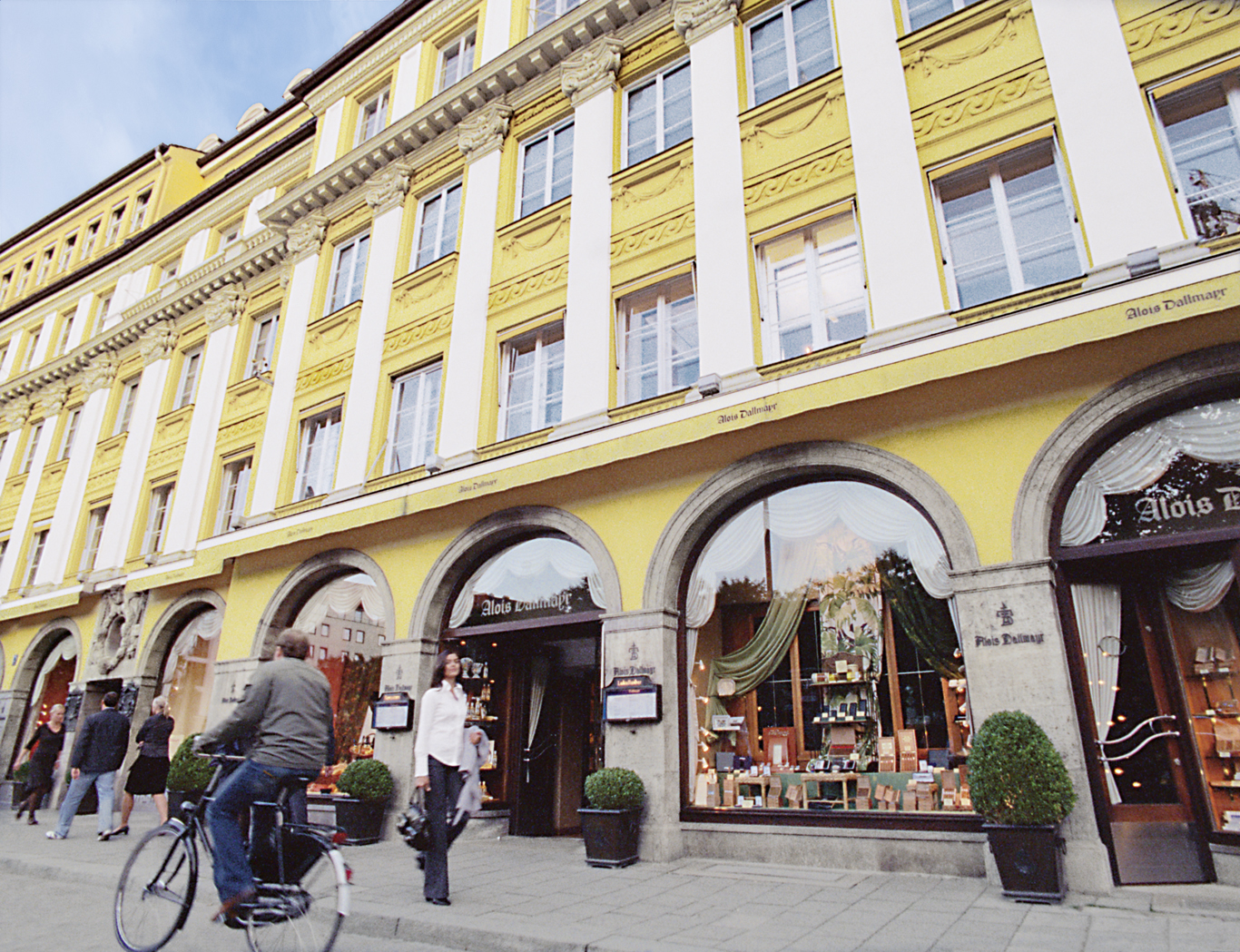
Das Stammhaus der Firma Dallmayr in der Dienerstraße 14–15 in München

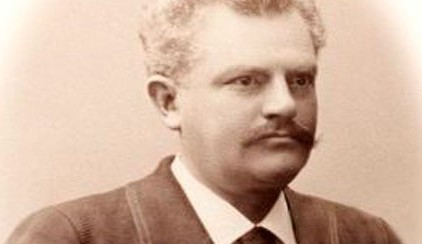
Alois Dallmayr (um 1870)

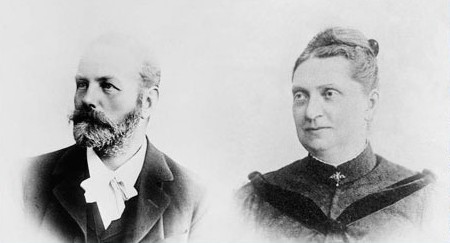
Anton und Therese Randlkofer (um 1895)

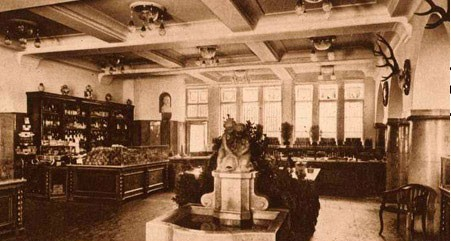
Das Innere des Ladengeschäfts um 1912

Um 1700 betrieb der Münchner Kaufmann Christian Reitter ein Handelsgeschäft, das als Vorläufer des heutigen Unternehmens gilt. Um 1870 gelangte das Geschäft an Alois Dallmayr aus Wolnzach, der dort einen Kolonialwarenladen einrichtete. Er verkaufte das Geschäft 1895 an Therese und Anton Randlkofer, die den Namen beibehielten, da er sich mittlerweile etabliert hatte. Unter der Leitung der 1897 verwitweten Therese Randlkofer überstand das Unternehmen mit Mühen den Ersten Weltkrieg. Sie vererbte es an ihre Kinder.
1912 wurde das Stammhaus in der Dienerstraße 15 stark erweitert, am 23. November konnte der erweiterte Laden in Betrieb genommen werden. Der Betrieb wurde während der Arbeiten weiter geführt. Architekten waren Eugen Hönig und Karl Söldner aus München, die Bildhauerarbeiten im Laden wurden von Georg Albertshofer, an der Fassade von Julius Seidler ausgeführt. Durch Bogenöffnungen war der „Confitürenladen“ vom Delikatessenladen abgetrennt. Die Baukosten betrugen 493.000 Mark plus Architektenhonorar.
Erst um 1930 begann Dallmayr, Kaffee anzubieten. 1933 kam der Bremer Kaffeekaufmann Konrad Werner Wille nach München und richtete im Delikatessenhaus Dallmayr eine Spezialabteilung für Kaffee ein. In den 1940er Jahren wurde das Stammhaus vollständig zerstört; es konnte erst in den 1950er Jahren wieder aufgebaut werden.
Mit dem Automaten in den 1960er Jahren und der Erfindung der Marke Dallmayr prodomo entwickelte sich das Kaffeegeschäft. 1985 wurde es in die Tochtergesellschaft Alois Dallmayr Kaffee OHG ausgegründet, die den heute größten Geschäftsbereich Kaffee & Tee darstellt.
An der Alois Dallmayr Kaffee OHG beteiligte sich der Nestlé-Konzern mit 51 %, deren Beteiligung 2003 auf 25 % reduziert wurde.
Im Dezember 2009 verhängte das Bundeskartellamt gegen Dallmayr und andere Unternehmen wie Melitta, Tchibo und Kraft wegen unerlaubter Preisabsprachen eine Geldbuße von insgesamt 159,5 Mio. Euro. Dallmayr hatte seit dem Jahr 2000 mit den anderen Beschuldigten Preisabsprachen getroffen und soll so die Verbraucher um über 4,8 Milliarden Euro betrogen haben.
Im Juli 2015 kaufte Dallmayr die restlichen Anteile von Nestlé an der Kaffeesparte zurück. Damit befindet sich das Unternehmen erneut im Familienbesitz.

## Das heutige Unternehmen
Das Unternehmen hat seinen Sitz in der Dienerstraße 14–15 in der Münchner Altstadt und beschäftigt 4800 Mitarbeiter. 2015 produzierte Dallmayr 80.000 Tonnen Röstkaffee an fünf Standorten in Deutschland (München, Berlin, Braunschweig, Bremen und Dortmund).
Mit über 100.000 Kaffeeautomaten, Kaltgetränkeautomaten sowie Snackautomaten zählt es mit seinem Geschäftszweig Dallmayr Vending & Office zu den führenden Automatenbetreibern in Europa, der in insgesamt 18 Ländern weltweit aktiv ist, einschließlich der Arabischen Emirate.
Dallmayr ist Mitglied des Common Code for the Coffee Community und unterstützt die Stiftung Menschen für Menschen und spendet für jedes verkaufte Pfund der Sorte Ethiopia fünf Baumsetzlinge gegen die Versteppung des äthiopischen Bodens. 2011 entwickelte Dallmayr die erste nachhaltige Automatenstation.

## Geschäftsbereiche

### Delikatessen und Gastronomie

#### Stammhaus in München

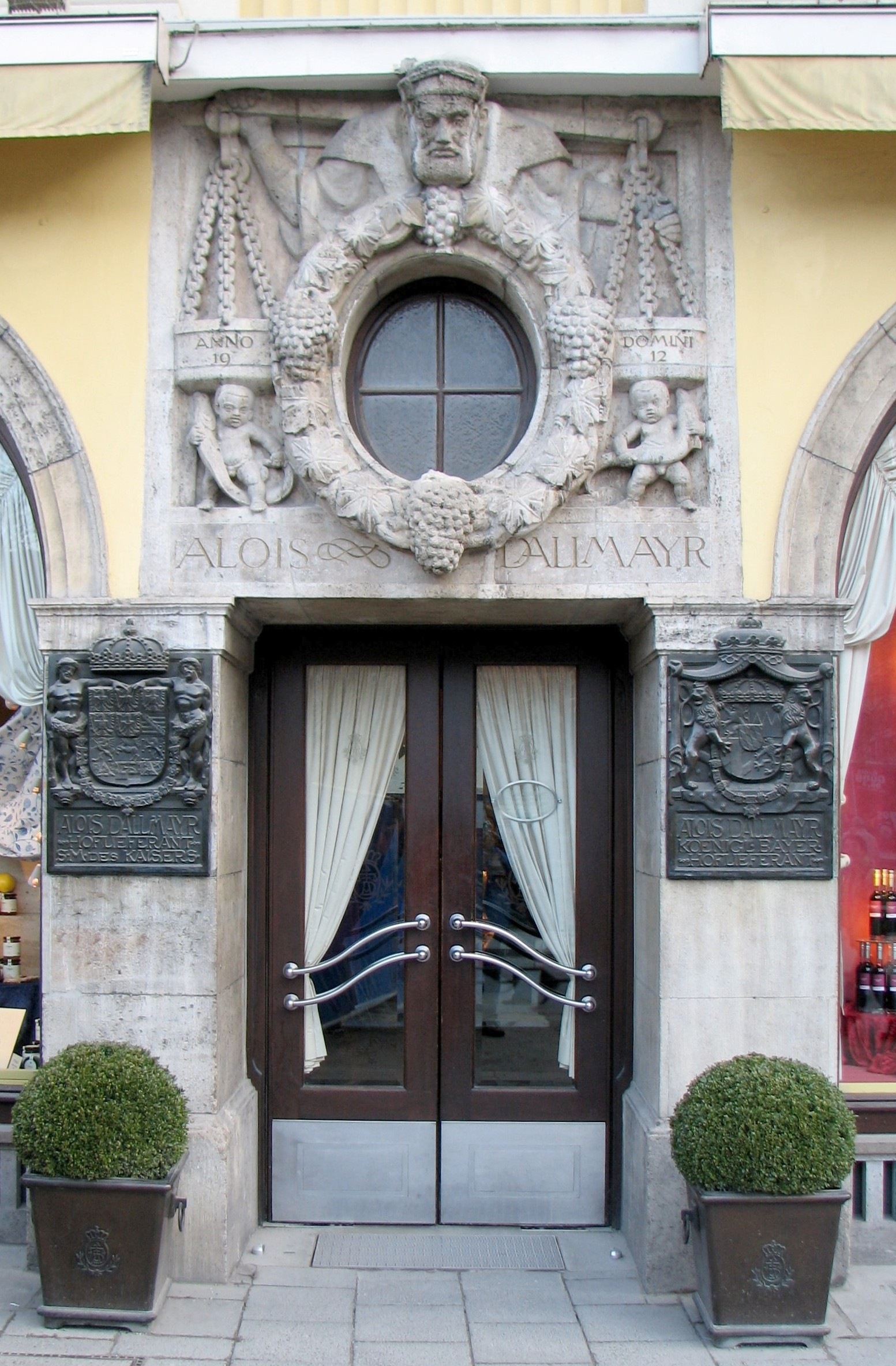
Eine der drei Eingangstüren des Delikatessenhauses

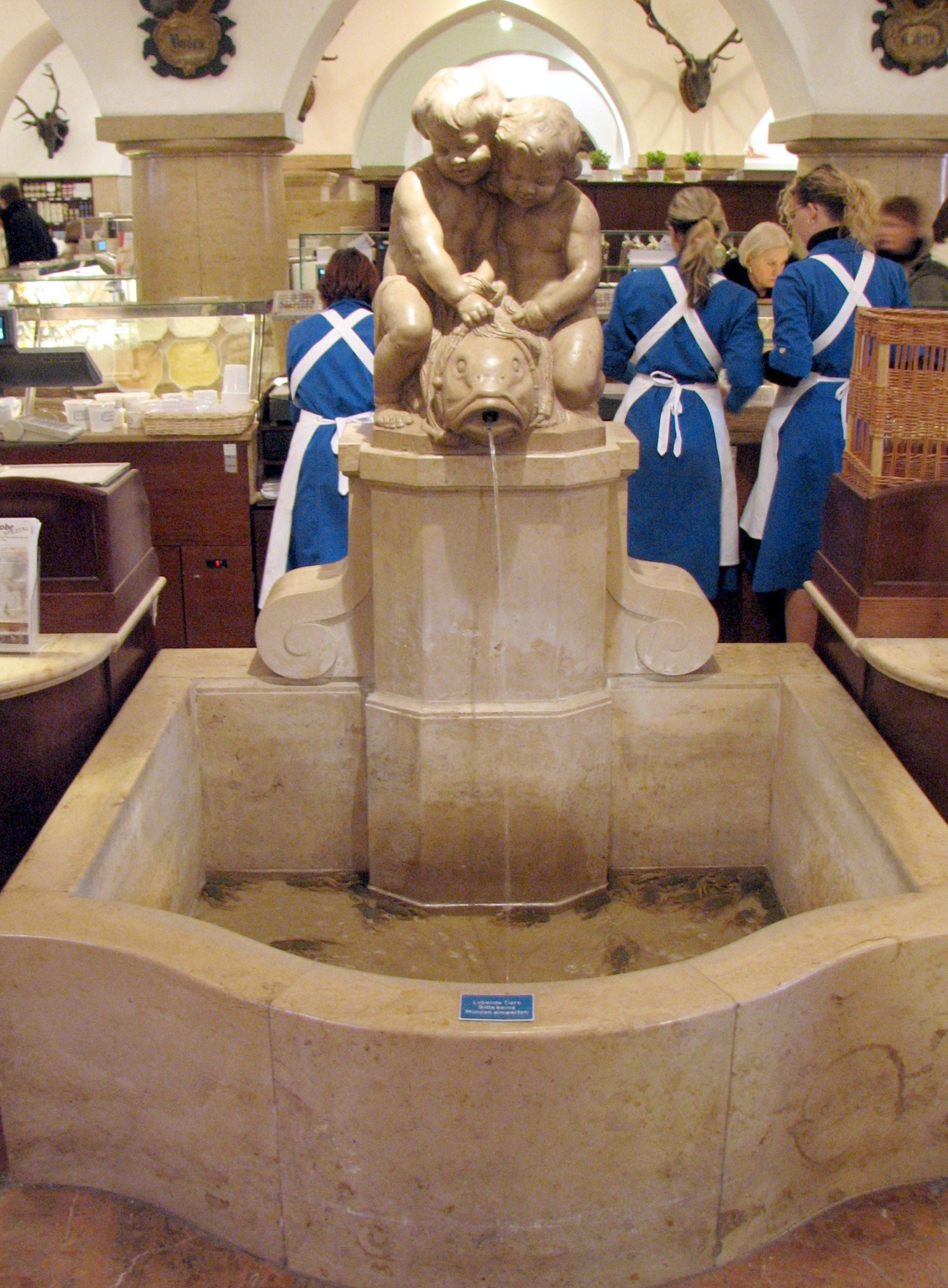
Der Puttenbrunnen im Inneren des Gebäudes enthält lebende Flusskrebse

Das Ladengeschäft in München gliedert sich in 19 Fachabteilungen. Die Kaffeeabteilung ist – aufgrund der Fernsehwerbung für die Marke Prodomo – die wohl bekannteste Abteilung des Hauses: Wie in der Werbung wird der Kaffee auch heute noch mit einer Balkenwaage abgewogen. Im Zentrum des Ladengeschäfts befindet sich der Puttenbrunnen, in dem Edelkrebse gehalten werden. Die im Stammhaus angebotenen Waren werden zu einem großen Teil selbst produziert: Im zweiten Stock befindet sich eine Produktionsküche, in der 70 Köche arbeiten. Die Pastaproduktion findet im Verkaufsraum direkt hinter der Theke statt. Die Weinabteilung, in der vor allem Weine aus Frankreich, Italien, Deutschland und Österreich angeboten werden, wurde 2008 neu gestaltet. Was Dallmayr aus Platzgründen nicht im Stammhaus produzieren kann, wird in eigenen Manufakturen in und um München hergestellt. In Dallmayrs Pralinen-Manufaktur bei München werden im Jahr über 40 Tonnen handgefertigte Pralinen und Fruchtgelees in rund 70 verschiedenen Sorten hergestellt. Am 29. Juni 2003 eröffnete Dallmayr darüber hinaus im Terminal 2 des Münchner Flughafens ein Bistro.

##### Restaurant Alois
Im ersten Stock des Stammhauses befindet sich das Restaurant Alois. Es wurde 2006 als Restaurant Dallmayr eröffnet und unter Küchenchef Diethard Urbansky ab 2007 mit einem und ab 2009 mit zwei Michelin-Sternen ausgezeichnet. Seit September 2018 heißt das Restaurant Alois, Christoph Kunz war Küchenchef bis Mai 2022. Das Restaurant wurde weiter mit zwei Sternen ausgezeichnet. Ab Oktober 2022 war Max Natmessnig Küchenchef. Ab August 2023 war der vormalige Souschef Miguel Marques Interims-Küchenchef.
Im November 2023 wurde Rosina Ostler Küchenchefin.

##### Weitere Angebote
Im September 2017 eröffnete das Dallmayr Bar & Grill in der Dienerstraße mit Fokus auf Fisch und Seafood, Wein und Champagner. Es befindet sich im Erdgeschoss.
Cateringservice wird im Stadtgebiet von Berlin und München angeboten.

### Kaffee und Tee

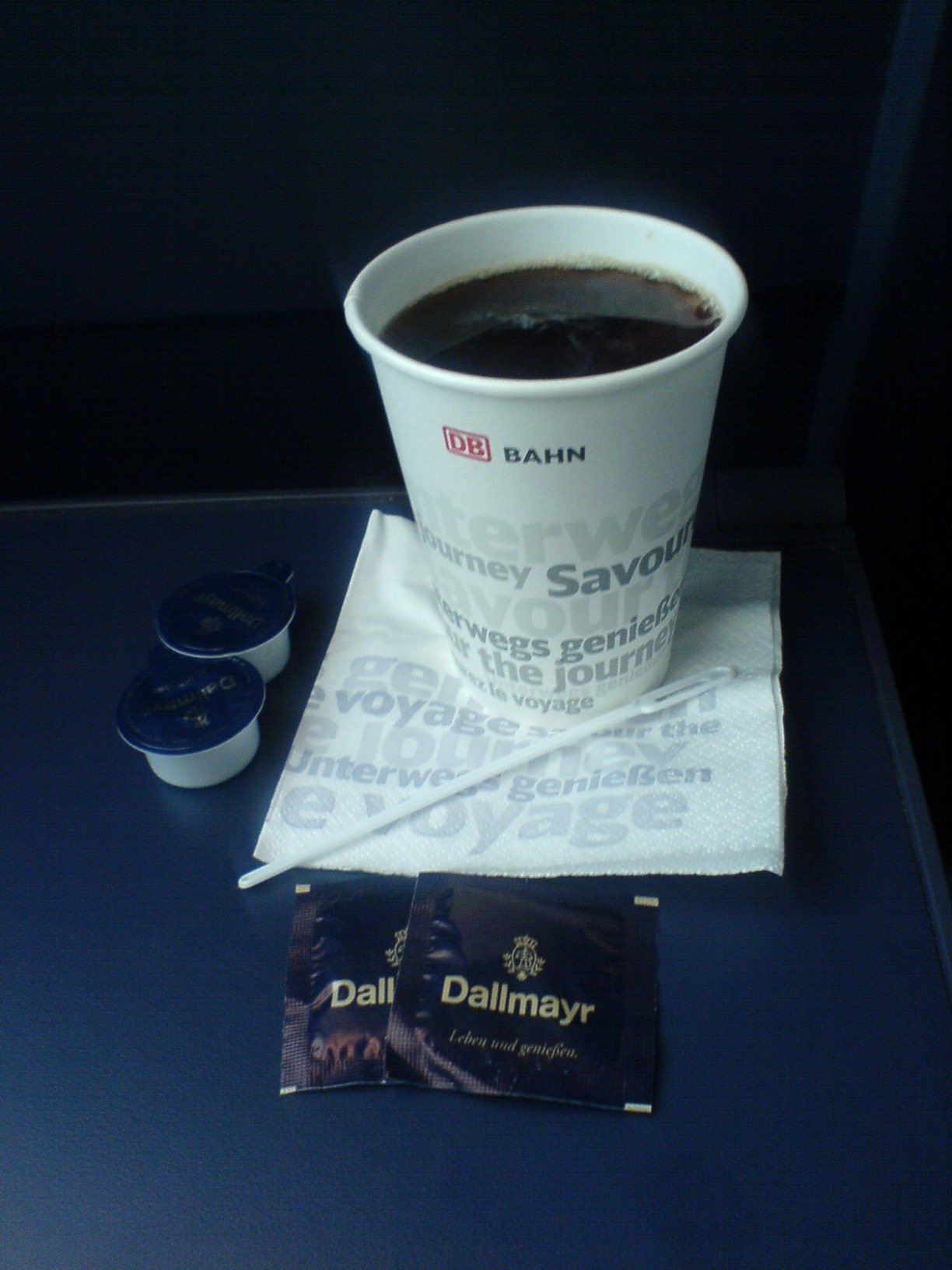
Dallmayr-Kaffeebecher in einem ICE der Deutschen Bahn

Dallmayr Kaffee ist eine der bekanntesten Kaffeemarken Deutschlands. Zu den Produktmarken gehören unter anderem Prodomo, Classic, die italienische Kaffeelinie Crema d’Oro und Ethiopia. Seit 2009 existiert auch die Premiumlinie Grand Cru Café, die sortenreine Kaffees wie Jamaica Blue Mountain oder Hawaii Kona beinhaltet. Gastronomen werden mit der Produktlinie Dallmayr Café & Bar beliefert.
Dallmayr ist als Verarbeiter vorwiegend gewaschener Arabica-Rohkaffees bekannt, die das Unternehmen aus der ganzen Welt bezieht. Wichtigster Lieferant ist seit vielen Jahren Äthiopien, der Abstammungsort der Arabica-Pflanze. Dallmayr röstet an fünf Standorten in Deutschland ca. 80.000 Tonnen Kaffee pro Jahr. Mit dem Erwerb der Unternehmen Heimbs Kaffee (1986), der größten und ältesten Kaffeerösterei Niedersachsens, und Azul Kaffee (1997) konnte Dallmayr auf dem Gebiet der gehobenen Gastronomie expandieren. Beide Unternehmen sind selbstständig agierende Tochtergesellschaften der Alois Dallmayr Kaffee oHG, der Vertrieb aller drei Marken erfolgt seit 1. Juli 2017 über die Dallmayr Gastronomie Service GmbH & Co. KG. Im Jahr 2013 wurde die Schirmer Kaffee GmbH in Dortmund übernommen. Seit 2018 gibt es, hergestellt von Delica sowie einer zum ALDI-Konzern gehörenden Kaffeerösterei, auch Kaffeekapseln von Dallmayr.

Dallmayr bietet über 120 verschiedene Teesorten an. Auch gehörte Dallmayr zu den ersten Händlern in Deutschland, die sogenannten Flugtee anboten; die erste Ernte hochwertigen Darjeelingtees, die direkt nach dem Pflücken ins Ausland geflogen wird.

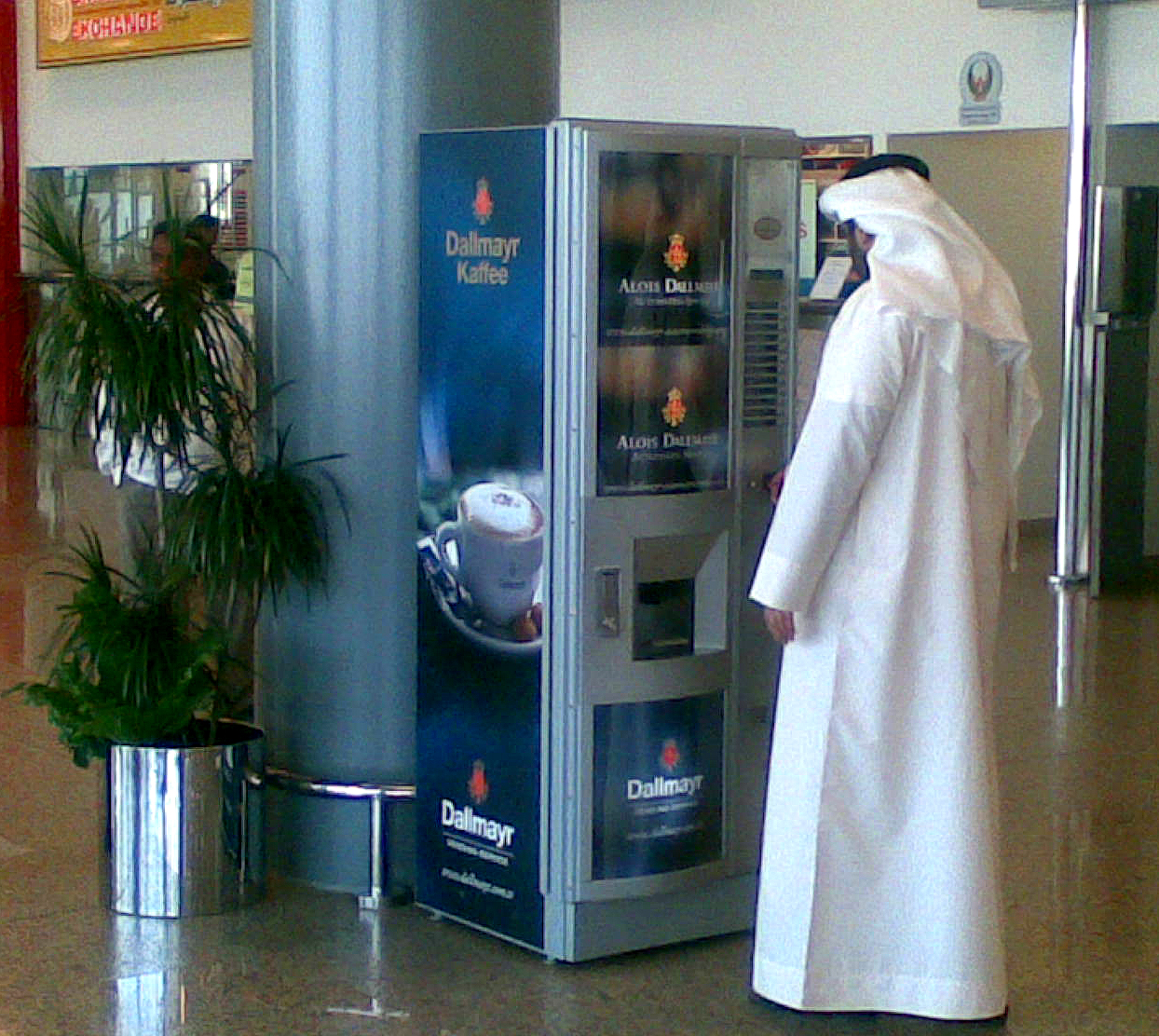
Dallmayr X100 Kaffeeautomat am Flughafen von Dubai